# NGC 204
NGC 204 je galaksija u zviježđu Ribe.

## Vanjske poveznice
- SEDS: NGC 0204